# فيليب ديلورم
فيليب ديلورم (بالفرنسية: Philippe Delorme)‏ هو مؤرخ وصحفي فرنسي، ولد في 22 يناير 1960 في بانتان في فرنسا.

## وصلات خارجية
- الموقع الرسمي